# Arthur Charles Esprit de La Bourdonnaye
Pour les autres membres de la famille, voir famille de La Bourdonnaye.

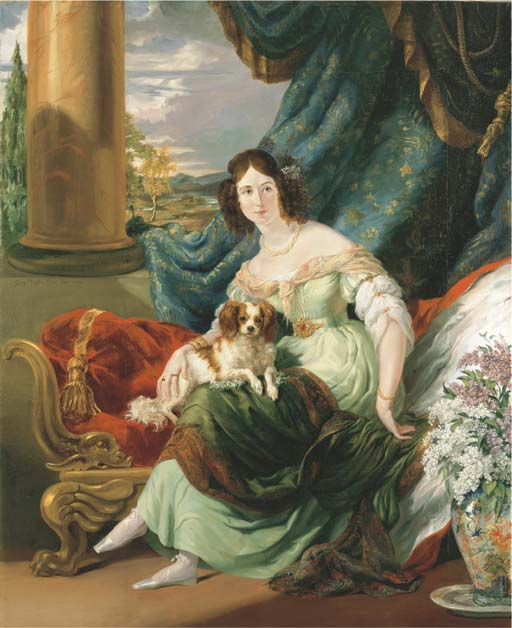
Charlotte, comtesse de La Bourdonnaye, femme d'Arthur, George Hayter, Paris, 1830.

Arthur Charles Esprit, marquis de La Bourdonnaye, né à Paris le 29 janvier 1785 et mort dans la même ville le 11 avril 1844, est un officier et homme politique français. Il a été député de 1827 à 1831, puis de 1837 à 1844. 

## Biographie
Arthur Charles Esprit de La Bourdonnaye est le fils d'Esprit Charles Clair de La Bourdonnaye et de Louise-Philippe de Chauvelin. Il est 
Élevé par de fidèles serviteurs à Saint-Germain-en-Laye pendant l'émigration de son père et l'emprisonnement de sa mère, il acheva ensuite son éducation à Paris.

### Carrière militaire

#### Débuts
À 19 ans, le 20 février 1805, il s'engage, contre l'avis de sa famille, comme simple soldat volontaire dans le 7e régiment de hussards. Il est rapidement nommé brigadier, dès le 15 avril suivant, puis fourrier le 27 juin et est promu maréchal des logis le 28 septembre.
Il fait les campagnes dites « des côtes de l'Océan » et celle d'Allemagne, où il se fait remarquer par Louis Nicolas Davout. Il disait d'ailleurs souvent : « On ne m'ôtera pas l'ambition d'être toujours en avant ; je devrai tout à moi-même, ou je serai tué ». Il fut de ceux dont Napoléon disait « Il vous suffira de dire, j'étais à la bataille d'Austerlitz, pour qu'on vous réponde, Voilà un brave ! ».

#### Campagne d'Italie
Le 17 janvier 1806, il passe à l'armée de Naples avec le grade de sous-lieutenant au 25e régiment de chasseurs à cheval, et s'engage dans la campagne d'Italie, où il se fait remarquer par ses prouesses contre les brigands qui infestent alors la péninsule.
Dans un engagement avec le fameux Fra Diavolo, il réussit à sauver la vie à un de ses soldats.
Il est atteint de deux balles durant la campagne de 1807, alors que son cheval est tué sous lui. En récompense de sa bravoure, il est nommé lieutenant au 8e régiment de hussards le 8 janvier 1808.

#### Campagne d'Espagne
Il entre en 1808 en Espagne et est attaché au Général Lagrange comme aide de camp. 
Il participe à la campagne d'Espagne, mais à la suite de la capitulation de Baylen le 22 juillet 1808, il est fait prisonnier et interné, avec ses compagnons d'infortune à Osuna, puis à Moren en butte aux outrages d'une populace fanatisée.
Il finit par obtenir avec grand-peine des autorités espagnoles des passeports pour rentrer en France. Après bien des retards, avec 117 autres officiers, il embarque à Cadix sur un mauvais brig sans pilote et avec seulement quatre matelots. Surpris par une tempête, ils sont contraints de regagner la côte espagnole, passent à travers l'escadre britannique et mouillent dans le port de Barcelone alors occupé par le général Duhesme. Après un ravitaillement à la hâte, ils quittent Barcelone assiégée par terre et mer, réussissent à échapper à la flotte britannique, subissent une nouvelle tempête, avant d'accoster enfin en France après 17 jours éprouvants de traversée.
Remis de sa fatigue, il retourne en Espagne et assiste au siège meurtrier de Saragosse.

#### Campagne contre l'Autriche
La guerre étant déclarée avec l'Autriche, il devient, le 25 avril 1809, aide de camp du maréchal Lannes et passe à la grande armée en Allemagne.
Lors de la bataille d'Essling, le 22 mai 1809, il est chargé d'établir une batterie sous un feu nourri de l'ennemi. Il exécuta cet ordre avec bravoure et sang froid, mais les pertes sont lourdes, puisque la moitié de ses hommes sont tués, lui-même étant touché par un boulet à la cuisse. La douleur ne lui permettant pas de rester à cheval, et les nombreux blessés bloquant les ponts, il resta adossé toute la nuit à un buisson, dans une posture très inconfortable.
Trouvé par les troupes autrichiennes, il est emmené sur l'île de Lobau ou il est soigné par le chirurgien de l'Empereur d'Autriche, M. Husbeck. Il reçoit ensuite la visite du docteur Yvan, médecin de la maison de Napoléon. 
Sa bravoure lui vaut d'être nommé Officier d'ordonnance de l'Empereur.
Dès qu'il apprend la reprise des hostilités, et bien qu'encore pas totalement rétabli, il se précipite auprès de l'Empereur qui, voyant sa cuisse bandée, lui demande s'il est en état de le suivre, ce à quoi il répond « Je l'espère, j'aurai mieux aimé mourir que de ne pas répondre à la faveur qu'a bien voulu me faire Votre Majesté, et je saurai lui prouver que je n'en suis point indigne ». « Ces Bretons sont entêtés » lui répond alors l'Empereur tout en lui pinçant l'oreille.
Charmé par cet accueil bienveillant, le jeune officier se montra plein de zèle à la bataille de Wagram. Il réussit à soutirer des informations capitales d'un hussard autrichien qu'il avait fait prisonnier. À la suite des nombreuses missions qui lui sont confiées, sa blessure se rouvre, mais le son du canon qu'il entendait du côté de Znaïm l’incita à aller de l'avant.
En récompense de ses nouveaux exploits, Napoléon Ier le fait entre le 1er et le 18 août 1809 tout d'abord chevalier de la Légion d'honneur, puis lui donne un titre de baron de l'Empire, avec dotation sur les biens de Hanovre, et majorat pour enfin le promouvoir au grade de capitaine.
Pendant la période de paix qui suit cette campagne, il rédige un rapport détaillé sur les ouvrages exécutés par les Britanniques sur l'île de Walcheren. Il réalise également des réformes utiles dans les batteries du Poitou et de Saintonge.

#### Campagne de Russie
Chef d'escadron au 3e régiment de chasseurs en 1812, il participe à la bataille de la Moskova, où deux chevaux sont tués sous lui, et où sa jambe est fracassée par un Biscaïen. Ne trouvant de linge propre pour le pansement de sa blessure, il doit se contenter d'un sac de toile.
Il arrive, exténué, à Moscou, mais déjà la retraite a sonné et il doit reprendre la route, non encore guéri, allongé sur un briska tiré lentement par des chevaux de selle. Et après vingt deux jours de marche, dans un pays dévasté et désert, il parvient à Smolensk et peut rentrer en France, où il mettra toute l'année 1813 pour se remettre.

#### Campagne de 1814
Promu Colonel, il est aide de camp du maréchal Berthier et nommé officier de la Légion d'honneur le 3 avril. La chute de Napoléon le délie de son serment de fidélité à l'Empereur.

#### Au service de Louis XVIII
Conformément à ses sympathies pour les Bourbons, il met alors son épée au service de Louis XVIII. À la nouvelle du débarquement de Napoléon, il reste fidèle à Louis XVIII et souhaite faire partie d'un corps royal chargé de l'arrêter. Mais le corps ne se constitue pas et il rentre à Rennes durant les Cent-Jours, où il rejoint le comité royaliste de la ville, mais sans rien faire de particulier.
Nommé chevalier de Saint-Louis, il est chargé de l'organisation du 14e régiment de chasseurs.
Il est promu commandeur de la Légion d'honneur le 1er mai 1823.
Lorsqu'il quitte le commandement de son régiment, à la suite de sa nomination comme maréchal de camp, le 13 décembre 1821, ses officiers lui offrirent une épée d'honneur.
Il prend alors le commandement d'une subdivision de la 11e division militaire, puis commande une brigade de cavalerie au camp de Lunéville pour être enfin nommé inspecteur Général de cavalerie en 1826 ou s'achèvera sa carrière militaire.

### Carrière politique
Dans le même temps, il commence une carrière politique. Le 27 novembre 1819, Louis XVIII l'avait nommé Gentilhomme ordinaire de la chambre du Roi et il devient conseiller général du Morbihan dès 1820.
Il est élu député de la troisième circonscription du Morbihan (Pontivy) le 17 novembre 1827, contre le gouvernement qui redoutait ses orientations libérales. Il se place alors sur les bancs du centre droit au sein de la chambre et vote généralement avec la fraction politique qui suit l'inspiration de M. de Martignac.
Sa participation au sein de la chambre fut qualifiée de "saine expression des opinions de la droite, soutenant tout système raisonnable". 
Entre 1828 et 1829, il intervient assez fréquemment dans les débats sur les questions militaires et prit plusieurs fois la parole sur le budget de la guerre, sur les dispositions concernant l'état des officiers, les pensions militaires, les haras, etc.
Réélu le 30 juin 1830, il est, comme gentilhomme de la chambre, à Saint-Cloud auprès du roi Charles X, lors des ordonnances de juillet. Le 30 juillet, il reçoit ordre du roi de se rendre à Paris auprès de M. Mortemart, le nouveau Président du Conseil qui avait été nommé la veille.
Il est arrêté près du pont de Grenelle par les postes avancés de l'insurrection. Conduit à l'hôtel de ville, il est libéré après quelques heures par la "Commission provisoire".
Il parvient alors à sortir de Paris et à rejoindre la cour à Rambouillet le 2 août.
Il revient le lendemain à Paris assister à l'ouverture de la Chambre des députés. Dans la séance du 7 août, il proteste contre ce qu'il appela « la violation du pacte social » et fait partie des 33 députés qui votèrent contre la charte.
Il reste néanmoins député, défend les ministres de Charles X et combat le 16 mars 1831 la proposition Baude relative à l'exclusion de la branche aînée des Bourbon, la repoussant comme « "inutile et injuste à beaucoup d'égards et sans autorité pour l'avenir ». Il monte à la tribune le 16 avril pour parler en faveur des officiers de la garde royale non assermentés et déclare à ce propos n'avoir prêté serment à la nouvelle royauté que pour obéir à un devoir rigoureux.
Après la dissolution du 31 mai 1831, il n'est pas réélu. 
Cependant, il retrouve un siège lors de l'élection du 4 novembre 1837 comme député du 4e collège du Morbihan (Lorient). Il sera réélu le 2 mars 1839 et enfin le 9 juillet 1842.
Il siège alors à la droite de l'Assemblée et vote constamment avec les légitimistes contre le gouvernement.
Il meurt le 11 avril 1844, après deux jours de maladie due à un refroidissement entraînant une fluxion de poitrine compliquée d'une congestion cérébrale.
Il a laissé des mémoires, restés à l'état d'ébauches, et non publiés.

## Source
- « Arthur Charles Esprit de La Bourdonnaye », Prosper Levot, Biographie bretonne, recueil de notices sur tous les bretons qui se sont fait un nom, 1852-1857 [détail des éditions]